# Salzplan
Ein Salzplan ist ein Teilverfahren zur Überwachung und Steuerung der Gewässergüte. Er umfasst Messprogramme zur Bewertung der anthropogenen Einleitung von Salzen in Gewässer. 
Im Zuge der Entwicklung des Abbaus von Kalisalzen in Niedersachsen Anfang des 20. Jahrhunderts kam es durch die ungeregelte Einleitung salziger Abwässer – und später (nach Ende des Kalibergbaus) durch Aussickerung aus Abraumhalden – zu starken Anstiegen von Salzgehalt und Wasserhärte verschiedener Gewässer. 1924 wurden die Wasserrechte der einzelnen Betriebe im Salzplan geregelt. Durch den Salzplan wurden zulässige Höchstwerte der Chloridgehalte sowie der Härte des Wassers festgeschrieben und ein Überwachungsnetz an den betroffenen Gewässern eingerichtet. Nach mehrfacher Änderung der Grenzwerte wurde im Jahr 2000 eine Belastung von maximal 2000 mg/l Chlorid als vertretbar angesehen.